# Нанајмо
Нанајмо (енгл. Nanaimo) је град у Канади у покрајини Британска Колумбија. Према резултатима пописа 2011. у граду је живело 83.810 становника.

## Становништво
Према резултатима пописа становништва из 2011. у граду је живело 83.810 становника, што је за 6,5% више у односу на попис из 2006. када је регистровано 78.692 житеља.
| 2006.  | 2011.  |
| ------ | ------ |
| 78.692 | 83.810 |